# Amor Prohibido
Amor Prohibido Este cel de-al album de studio al cincilea cântăreței de origine americana Selena. Album rămâne ca cel mai bine vândut album latină din toate timpurile. Album a fost certificată de 20x Platină (tip latină) de la RIAA pentru a vinde peste 2 milioane de exemplare.

## Ordinea pieselor pe disc
Versiunea standard
1. „Amor Prohibido” — 2:49
2. „No Me Queda Mas” — 3:17
3. „Cobarde” — 2:50
4. „Fotos Y Recuerdos” — 2:33
5. „El Chico Del Apartamento 512” — 3:28
6. „Bidi Bidi Bom Bom” — 3:25
7. „Techno Cumbia” — 3:43
8. „Tus Desprecios” — 3:24
9. „Si Una Vez” — 2:42
10. „Ya No” 3:56